# Malaga (Nuovo Messico)
Malaga è un census-designated place (CDP) degli Stati Uniti d'America della contea di Eddy nello Stato del Nuovo Messico. La popolazione era di 147 abitanti al censimento del 2010. Malaga possiede un ufficio postale con lo ZIP code 88263. La U.S. Route 285 passa attraverso la comunità.

## Geografia fisica
Secondo lo United States Census Bureau, il CDP ha una superficie totale di 7,7 km², dei quali 7,69 km² di territorio e 0 km² di acque interne (0,03% del totale).

## Società

### Evoluzione demografica
Secondo il censimento del 2010, la popolazione era di 147 abitanti.

### Etnie e minoranze straniere
Secondo il censimento del 2010, la composizione etnica del CDP era formata dal 64,63% di bianchi, lo 0% di afroamericani, lo 0,68% di nativi americani, lo 0% di asiatici, lo 0% di oceanici, il 33,33% di altre razze, e l'1,36% di due o più etnie. Ispanici o latinos di qualunque razza erano il 77,55% della popolazione.